# Arndt Bode

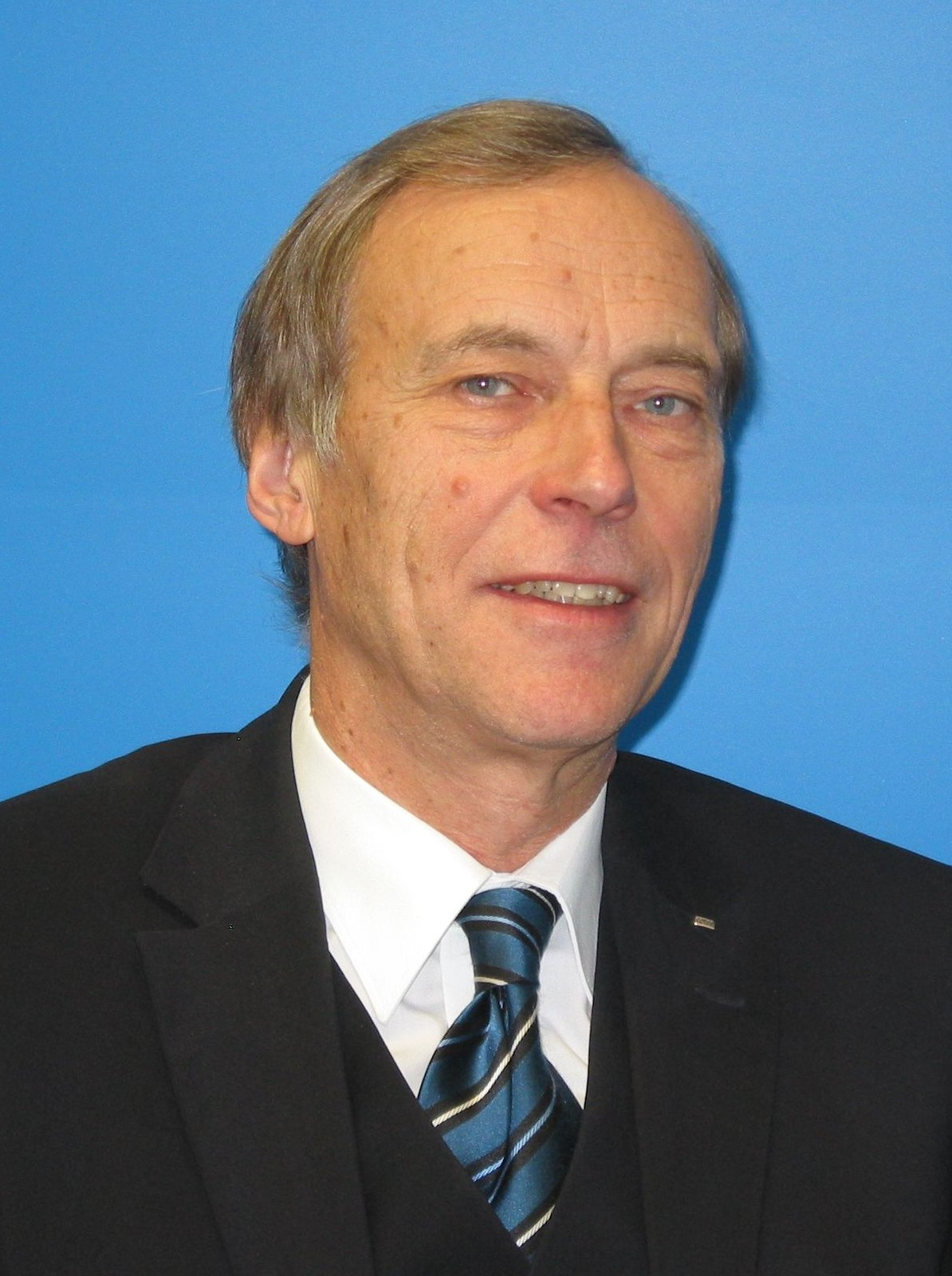
Arndt Bode

Arndt Bode (* 20. September 1948 in Augsburg) ist ein deutscher Informatiker und ehemaliger Inhaber des Lehrstuhls für Rechnertechnik und Rechnerorganisation an der Fakultät für Informatik der Technischen Universität München.

## Leben und Werk
Arndt Bode promovierte 1975 an der Fakultät für Informatik der Universität Karlsruhe (TH) bei Alfred Schmitt zum Thema Dialogsysteme für computerunterstützten Unterricht. 1984 habilitierte er sich bei Wolfgang Händler an der Friedrich-Alexander-Universität Erlangen-Nürnberg und nahm 1987 einen Ruf an die Technische Universität München an. Er hatte dort den Lehrstuhl für Rechnertechnik und Rechnerorganisation an der Fakultät für Informatik inne.
Bode ist ein international anerkannter Experte auf dem Gebiet der Rechnerarchitektur, insbesondere im Bereich des Entwurfs und der Programmierung paralleler und verteilter Systeme. Von 1976 bis 1987 war er führend beteiligt an den ersten großen Parallelrechnerprojekten des Instituts für Mathematische Maschinen und Datenverarbeitung der Friedrich-Alexander-Universität Erlangen-Nürnberg. Sein Arbeitsschwerpunkt in Erlangen war der Einsatz mikroprogrammierter Beschleuniger in Höchstleistungsarchitekturen. 
Als Sprecher des Sonderforschungsbereiches 342 an der Technischen Universität München „Werkzeuge und Methoden für die Nutzung paralleler Rechnerarchitekturen“ wirkte er von 1990 bis 2000. Neben seiner Tätigkeit als Sprecher von KONWIHR (Bayerisches Kompetenznetzwerk für Wissenschaftlich-Technisches Höchstleistungsrechnen) seit dem Jahr 2000 gründete er die MMI (Munich Multicore Initiative). Dort werden moderne Mehrkern-Mikroprozessor-Architekturen erforscht. Neben seiner Tätigkeit als beratendes Mitglied im Ausschuss für EDV-Anlagen der Max-Planck-Gesellschaft war er langjähriges Mitglied der Kommission für Rechenanlagen der Deutschen Forschungsgemeinschaft.
Arndt Bode war von 1999 bis 2008 Vizepräsident und CIO (Chief Information Officer) der Technischen Universität München.
Seit 1994 gehört er der Kommission für Informatik der Bayerischen Akademie der Wissenschaften (BAdW) an. 2002 wurde er Mitglied des Direktoriums des Leibniz-Rechenzentrums (LRZ). Seit dem 1. Oktober 2008 ist er Vorsitzender des Direktoriums des Rechenzentrums. 2007 wählte ihn die Bayerische Akademie der Wissenschaften zu ihrem ordentlichen Mitglied.
Seit 1998 ist er der Hauptherausgeber des Informatik Spektrum der Gesellschaft für Informatik. Daneben übt Bode zahlreiche Tätigkeiten als Berater für nationale und internationale Unternehmen aus.
Seit Januar 2018 ist er Präsident der Bayerischen Forschungsstiftung.

## Auszeichnungen
- 1985: Finkelnburg Habilitationspreis, Universität Erlangen-Nürnberg
- 1990: Best University Research Demonstration Award, Conpar 90 ETH Zürich
- 1990: Award for Online Visualization, Conpar 90 ETH Zürich
- 2007: Mitglied, Bayerischen Akademie der Wissenschaften
- 2013: Euro-Par Achievement Award
- 2015: Konrad-Zuse-Medaille für Verdienste um die Informatik
- 2016: Gold Medal Yerevan State University
- 2016: Ehrendoktor der Nationalen Akademie der Wissenschaften der Republik Armenien
- 2018: Bundesverdienstkreuz 1. Klasse[1]

## Schriften
- mit Wolfgang Händler: Rechnerarchitektur. Springer, 1980.
- mit Wolfgang Händler: Rechnerarchitektur II. Springer, 1984
- (Hrsg.): RISC-Architekturen. BI, 1990
- Patterson, Hennessy: Rechnerorganisation und -entwurf; Die Hardware/Software-Schnittstelle. Deutsche Ausgabe herausgegeben von Bode, Karl, Ungerer. Spektrum, Heidelberg 2005.
- Leistungsbewertung und Fehlertoleranz. In: Informatik Handbuch. 2006.
- Performance Monitoring and Analysis for the Grid. In: Engineering the Grid. 2006.
- mit Friedrich L. Bauer: Zum 75. Geburtstag von Roland Bulirsch. Bayerische Akademie der Wissenschaften, 2007.